# Quintus Porcius Potitus
Quintus Porcius Potitus war ein im 2. Jahrhundert n. Chr. lebender Angehöriger des römischen Ritterstandes (Eques).
Durch ein Militärdiplom, das auf den 19. Mai 135 datiert ist, ist belegt, dass Potitus 135 Kommandeur der Ala I Augusta Britannica war, die zu diesem Zeitpunkt in der Provinz Pannonia inferior stationiert war; die Leitung dieser Einheit dürfte sein viertes militärisches Kommando (Militia quarta) gewesen sein.
Potitus war ein Angehöriger des keltischen Stammes der Cadurci. Vermutlich ist er identisch mit dem Procurator Porcius Potitus, der in einer Inschrift auf einer bleiernen Wasserleitung aufgeführt ist, die in Rom gefunden wurde.